# Konrad Bloch
Pour les articles homonymes, voir Bloch.
Konrad Emil Bloch (21 janvier 1912 à Neisse en Allemagne, aujourd'hui Nysa en Pologne - 15 octobre 2000, Lexington) est un biochimiste allemand.  En 1964, il partage le prix Nobel de physiologie ou médecine.

## Biographie
Konrad Bloch étudia la chimie à l'université technique de Munich, se spécialisant dans la chimie organique. Après l'arrivée au pouvoir des Nazis, les persécutions contre les juifs le poussèrent à émigrer en Suisse où il resta deux ans au Schweizerische Forschungsinstitut de Davos ; il émigra ensuite aux États-Unis où il acquit la nationalité américaine en 1944. Il travailla dans le département de Biochimie de l'université Columbia où il passa le doctorat. Par la suite, il alla travailler au département de chimie de l'université de Chicago et à l'université Harvard ou il obtint la chaire de biochimie qu'il occupa jusqu'à sa retraite en 1982. Il mourut à 88 ans à Lexington (Massachusetts), d'une insuffisance cardiaque.

## Travaux
Indépendamment de Feodor Lynen, avec lequel il partage le prix Nobel de physiologie ou médecine de 1964 « pour leurs découvertes sur les mécanismes et la régulation du cholestérol et le métabolisme des acides gras », il se consacra à l'étude du processus de la synthèse du cholestérol, découvrant que l'acide acétique est le début d'une suite de réactions chimiques dont le produit final est le cholestérol. Les deux chercheurs ont contribué à la connaissance du métabolisme intermédiaire de la graisse et des lipides. Les avancées dans ce domaine ont été décisives dans l'étude des maladies circulatoires et ultérieurement dans le traitement de l'artériosclérose.
K. Bloch a été l'un des premiers chercheurs à avoir découvert le rôle important que joue le cholestérol dans la formation des hormones sexuelles, découverte qui a ouvert la voie à la biosynthèse de stéroïdes actifs.